# LenDale White

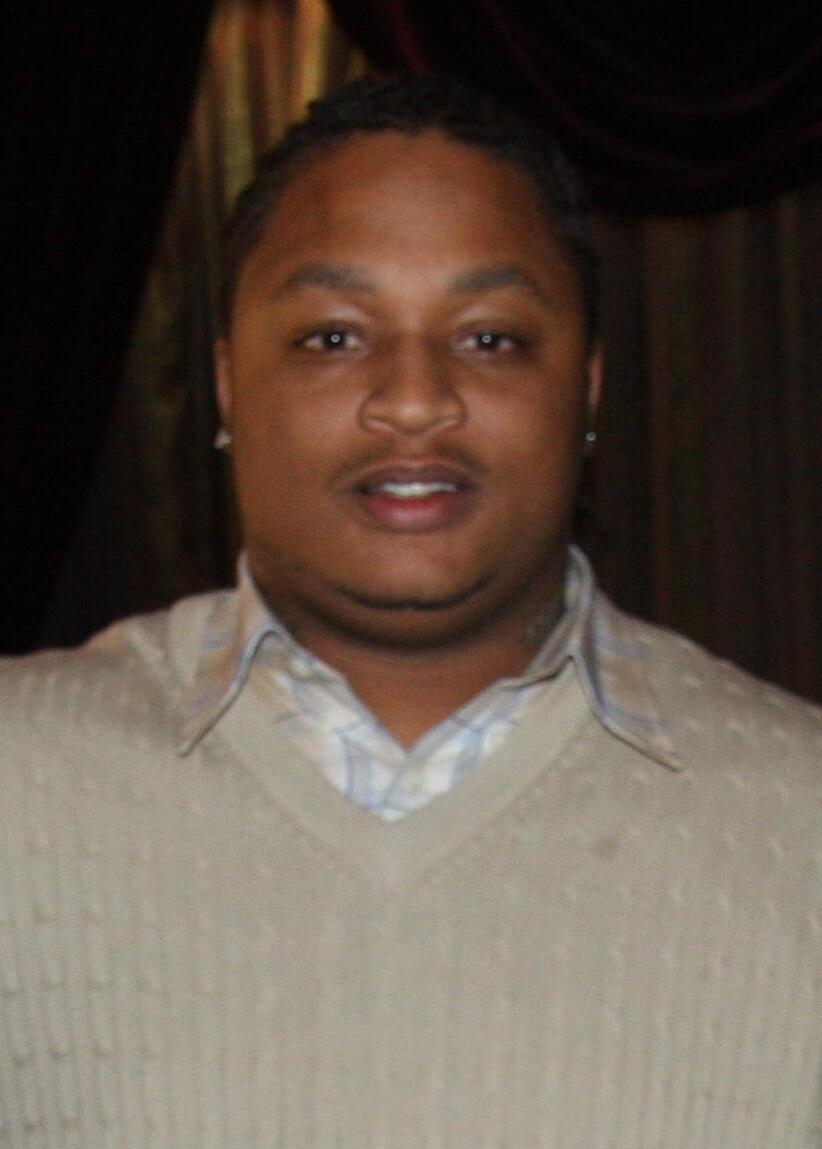
LenDale White.

LenDale Anthony White (Denver, 1 de janeiro de 1985) é um jogador profissional de futebol americano estadunidense que atua como running back na National Football League.

## Carreira
Em 4 de agosto de 2010, White assinou um contrato de dois anos com o Denver Broncos. No entanto, em 2 de setembro, no último jogo da pré-temporada contra o Minnesota Vikings, White sofreu uma contusão no tendão de Aquiles, e perdeu a temporada de 2010 inteira.